# Минерал Појнт (Мисури)
Минерал Појнт (енгл. Mineral Point) град је у америчкој савезној држави Мисури.

## Демографија
По попису из 2010. године број становника је 351, што је 12 (-3,3%) становника мање него 2000. године.
| Група             | 2000.       | 2010.       |
| Белци             | 330 (90,9%) | 322 (91,7%) |
| Афроамериканци    | 11 (3,0%)   | 16 (4,6%)   |
| Азијати           | 0 (0,0%)    | 1 (0,3%)    |
| Хиспаноамериканци | 6 (1,7%)    | 3 (0,9%)    |
| Укупно            | 363         | 351         |